# Klingertjärnen (Ragunda socken, Jämtland)
Klingertjärnen är en sjö i Ragunda kommun i Jämtland och ingår i Indalsälvens huvudavrinningsområde.